# Everett, Washington
Everett är en stad i den amerikanska delstaten Washington. 2020 hade staden 110 629 invånare och var därmed delstatens sjunde största. Den är huvudort i Snohomish County. Flygplanstillverkaren Boeing monterar sina största flygplansmodeller i en fabrik i staden.
Stadens anor går tillbaka till år 1890 då Henry Hewitt, Charles Colby och Colgate Hoyt bildade företaget Everett Land Company, med syftet att bygga staden. Såväl företaget som staden uppkallades efter Colbys son. Dessa tre räknas som stadens grundare, och tre stora gator bär namn efter dem. Staden fick järnväg år 1893. År 1916 inträffade massakern i Everett, där en folkmassa ledd av sheriffen drabbade samman med medlemmar av fackföreningen Industrial Workers of the World.
1994 invigdes den nybyggda örlogsbasen Naval Station Everett.